# Collado de la Vera
Collado de la Vera egy község Spanyolországban, Cáceres tartományban. Collado de la Vera Talayuela, Casatejada, Jaraíz de la Vera és Cuacos de Yuste községekkel határos. Lakosainak száma 276 fő (2024).

## Népesség
A település népessége az elmúlt években az alábbi módon változott:
| Lakosok száma | 220  | 237  | 220  | 201  | 188  | 156  | 200  | 195  | 217  | 276  |
|               | 2001 | 2004 | 2006 | 2009 | 2011 | 2014 | 2016 | 2019 | 2021 | 2024 |